# Calathusa basirufa
Calathusa basirufa är en fjärilsart som beskrevs av Holloway 1979. Calathusa basirufa ingår i släktet Calathusa och familjen trågspinnare. Inga underarter finns listade i Catalogue of Life.